# Gunilla Johansdotter
Gunilla Johansdotter (Östergötland, 25 de junio de 1568-Norrköping, 25 de junio de 1597) fue una noble sueca y reina consorte de Suecia entre 1585 y 1592. Fue la segunda esposa del rey Juan III. Es también llamada Gunilla Bielke por el nombre que su familia tomaría años después.

## Biografía
Sus padres eran Johan Axelsson Bielke, miembro del consejo real y lugarteniente de Östergötland, y Margareta Axelsdotter. Desde temprana edad, Gunilla quedó huérfana y encontró cabida en la corte.
Poco tiempo después de la muerte de la reina Catalina Jagellón, Juan III decidió buscar una nueva esposa y pretendió a Gunilla Johansdotter, quien entonces tenía unos dieciséis años. Los hermanos del rey se opusieron a esa relación y trataron de convencerlo, sin éxito, de buscar esposa en el extranjero.
Además de sus hermanos, el rey encontró otra barrera en la propia Gunilla, quien estaba ya comprometida con un joven noble y se negó a todo compromiso con el rey. La familia de la joven vio con buenos ojos la pretensión de Juan III, pues consideraron un honor el emparentar con la familia real, por lo que presionaron a Gunilla a renunciar a su compromiso previo y aceptar al rey. Finalmente la joven accedió y el matrimonio se realizó en la ciudad de Västerås el 15 de febrero de 1585. El duque Carlos de Södermanland, hermano de Juan, decidió no asistir a la celebración. Gunilla se convirtió así en reina de Suecia. 
Gunilla había recibido una estricta educación luterana, y con ello influyó para que el rey aminorara poco a poco sus tendencias católicas, aunque éste no renunció a sus pretensiones de imponer su liturgia a la Iglesia sueca.
Del matrimonio nació un solo hijo, el príncipe Juan, el 18 de abril de 1589.
Tras la muerte de Juan III el 17 de noviembre de 1592, Gunilla asumió una vida de retiro en el castillo de Bråborg, propiedad de su hijo en la provincia de Östergötland. Allí encontraría la muerte el 25 de junio de 1597.
| Predecesor: Catalina Jagellón | Reina consorte de Suecia 15 de febrero de 1585-17 de noviembre de 1592 | Sucesor: Ana de Habsburgo |

- Datos: Q235659
- Multimedia: Gunilla Bielke / Q235659